# Glossario militare
Questa lista è suscettibile di variazioni e potrebbe essere incompleta o non aggiornata.

Il presente glossario contiene termini ed espressioni usate nel campo militare e della guerra.

## 0-9
- 5,56 × 45 mm : Calibro di arma portatile in standard NATO
- 7,62 × 51 mm : Calibro di arma portatile in standard NATO
- 9 mm Parabellum : Calibro di pistola in standard NATO

## A
- Anti Aircraft Warfare, Anti Aircraft Warfare: insieme di tecniche e procedure militari responsabile della difesa di obiettivi di superficie da attacchi aerei nemici.
- Alpini : Specialità dell'Arma di Fanteria dell'Esercito Italiano fondata il 15 ottobre 1872 dall'allora Capitano Giuseppe Perrucchetti. Compito di tale specialità è il combattimento in montagna e in territori caratterizzati dal clima freddo.
- Aeronautica Militare: Aeronautica Militare
- Veicolo da combattimento della fanteria: Armored Infantry Fighting Vehicle, veicolo da combattimento della fanteria
- Ammiraglio : Grado apicale degli ufficiali delle marine militari
- Armoured Personnel Carrier) : vedi Veicolo Trasporto Truppe, in sigla VTT
- Arma : Strumento con cui una persona può arrecare danno a cose e persone. Si suddivide in armi proprie ed improprie a seconda se la propria fabbricazione sia esplicitamente per tale uso, oppure se per altri scopi. Le armi a loro volta si dividono a seconda del tipo di classificazione che si vuole fare in proprie o improprie a seconda dello scopo per le quali sono state progettate, da fuoco o bianche a seconda del modo in cui vengono utilizzate e offensive o difensive a seconda se vengano utilizzate per arrecare offesa o per difendersi. La classificazione completa è contenuta nella voce.
- Veicoli militari per usi speciali (Armoured Recovery Vehicle) : veicolo da recupero corazzato, generalmente un carro armato disarmato utilizzato per recuperare veicoli danneggiati in territorio ostile e sotto fuoco nemico.
- Ascari : invariabile (errato l'uso di ascaro al singolare) soldato di colore dell'Africa Orientale Italiana, inquadrato nel Regio Corpo Truppe Coloniali, le truppe coloniali italiane in Eritrea e Somalia (in quest'ultima a fianco dei Dubat)  e in seguito impiegate in Libia e in Etiopia. Gli Ascari inizialmente eranosolo indigeni delle colonie, ma poi furono reclutati anche in Arabia, Yemen, Sudan.
- Lotta antinave, Anti-Surface Warfare: lotta antinave
- Lotta antisommergibile, anti-submarine warfare, lotta antisommergibile
- Autoblindo : veicolo ruotato, protetto da blindatura leggera. Si distinguono in a. leggere (4x4), medie (6x6) e pesanti (8x8).
- Autocannone : pezzo di artiglieria di piccolo-medio calibro movimentato da un autocarro. Tale mezzo è molto più economico di un semovente d'artiglieria.

## B
- Bersaglieri : Specialità dell'Arma di Fanteria dell'Esercito Italiano fondata il 18 giugno 1836 dal generale Alessandro La Marmora Il compito di questo Corpo era quello di svolgere funzione di esploratori ed assaltatori. I bersaglieri sono ricordati per il famigerato episodio della Breccia di Porta Pia che portò all'annessione di Roma al Regno d'Italia.
- Flotta d'alto mare : flotta di navi militari capaci di operare con larga autonomia e su vasta scala, lontano dalla madrepatria. Marine che posseggono queste capacità sono: la USNAVY, la Royal Navy, la Marina federale russa, la Marine nationale, la Marina indiana, la Marina di autodifesa giapponese, la Marina Militare italiana, la Armada Española, la Marinha do Brasil, la RAN, la Marina militare canadese, la Marina dell'esercito popolare di liberazione cinese, la marina militare coreana e quella thailandese
- Bombardiere : aereo militare progettato per attaccare obiettivi di terra
- Brown water navy : flotta di navi militari idonee ad operare in acque fluviali o litoranee da considerarsi potenzialmente subordinata ad una blue-water navy e ad una green-water navy.

## C
- Aereo da caccia : aereo progettato principalmente per la guerra "aria-aria", cioè nel combattimento con altri aerei, nell'interdizione dello spazio aereo, difesa aerea, nell'ingaggio di bombardieri. Tali velivoli possono raggiungere velocità superiori al Mach2 e sono un concentrato di altissima tecnologia. Allo stato dell'arte i migliori velivoli in circolazione o in fase di sviluppo sono classificati di "5ª generazione, di cui il solo F-22 Raptor della USAF è già in servizio attivo e pienamente operativo.
- Cacciacarri: corazzati sviluppati durante la seconda guerra mondiale dalla Germania destinati ad ingaggiare i carri armati con armi pesanti a tiro diretto.
- Cacciamine: nave militare progettata per la localizzazione e la distruzione di mine navali. Si distingue dal dragamine, in quanto il compito di queste unità è la bonifica dei tratti di mare minati, senza la priorità dell'individuazione. Il suo scafo è generalmente in vetroresina e può, all'occorrenza essere utilizzata come posamine
- Cacciatorpediniere, vedi DDG
- Close Air Support : acronimo militare indicante supporto aereo ravvicinato o appoggio tattico fornito da velivoli ad ala fissa o da elicotteri contro obbiettivi nemici in prossimità di forze amiche.
- Cecchino : vedi Sniper
- Gaio Giulio Cesare : (Roma, 13 luglio 101 – Roma, 15 marzo 44 a.C.) : generale e dittatore romano, considerato uno degli uomini più influenti della storia, nonché uno dei più grandi generali e strateghi, fu il primo imperatore romano[1]. Sottomise i Galli, i Belgi, gli Elvezi, i Germani e i Britanni, sconfisse a Farsalo Pompeo e divenne dittatore a vita. Fu assassinato alle Idi di marzo del 44 a.C.
- Codice penale militare di guerra : tratta dei reati commessi dai militari in tempo di guerra ed è applicato al personale militare ed in alcuni casi anche alle popolazioni civili. Tale codice è da considerarsi particolarmente rigoroso e molto più severo del codice penale militare di pace.
- Codice penale militare di pace : tratta dei reati commessi in tempo di pace dai militari in servizio alle armi e da quelli considerati tali, militari in congedo assoluto e assimilati ai militari.

## D
- Cacciatorpediniere : Nave militare veloce e manovrabile dotata di grande autonomia. Oggi è da considerarsi generalmente dopo le portaerei l'unità di superficie più importante delle marina militari avanzate. Sono unità multiruolo efficaci nell'intero spettro della guerra navale moderna.
- Marksman : Vedi Marksman
- DoD, Department of Defense : Dipartimento equivalente all'italiano Ministero della Difesa degli Stati Uniti d'America
- Dragamine : nave militare progettata per la bonifica dei tratti di mare minati. Si distingue dal cacciamine, in quanto il compito di queste unità è la localizzazione e la distruzione di mine navali, con la priorità dell'individuazione. Tale unità può anche fungere da posamine
- Dual-use : termine usato in politica e nella diplomazia, per riferirsi alle tecnologie che possono essere usate per scopi pacifici e militari; di solito riguarda la proliferazione delle armi nucleari.

## E
- Contromisure elettroniche : vecchia denominazione delle tecniche attualmente definite EA - Electronic Attack, facenti parte della guerra elettronica - electronic warfare (o EW). Consistono nell'uso attivo o passivo dello stesso spettro elettromagnetico per impedirne l'uso all'avversario. Consistono in contromisure attive e passive.
- Esercito Italiano : Esercito italiano, forza armata terrestre della Repubblica Italiana
- Elmetto : Copricapo metallico (o in fibre composite) protettivo utilizzato in guerra per salvaguardare il capo dei soldati da schegge o da altri oggetti vaganti
- Guerra elettronica : consiste nell'utilizzo di vari sistemi d'arma con lo scopo di impedire l'utilizzo efficace dello spettro elettromagnetico al nemico. La moderne tecniche di guerra elettronica si suddividono in tre componenti principali: Electronic Attack (EA), Electronic Protection (EP), Electronic Support (ES).
- Enti/Distaccamenti/Reparti (EDR)

## F
- Fanteria : La fanteria è un'arma dell'Esercito è composta da tutti i combattenti appiedati, detti appunto fanti. Indica la più antica forma di combattimento ed è riconosciuta come "regina delle battaglie".[2]
- Flottiglia : Una flottiglia è una formazione di piccole navi da guerra.
- Force de frappe : Forza d'urto, è la forza di dissuasione nucleare francese, dottrina militare gollista che portò alla creazione di un arsenale nucleare atomico indipendente.
- Fregata (nave) : nome utilizzato per moltissimi e diversi tipi di nave da guerra in differenti periodi storici. Nella moderna terminologia militare, la definizione di una fregata si riferisce a una nave da guerra destinata a proteggere altre navi da guerra o navi mercantili e come combattente nella anti-submarine warfare (ASW, "guerra antisommergibile"). Con il progredire della tecnica le vecchie differenze tra i vari tipi di navi militari sono andate via via scomparendo ed oggi può essere considerata fregata anche una nave militare che per un'altra marina potrebbe essere un cacciatorpediniere o addirittura una corvetta. Sempre più frequenti sono le fregate "multiruolo", cioè con capacità di combattimento che abbraccino tutto lo spettro della guerra navale. Tali unità navali possono considerarsi, con i DDG, come l'ossatura di una moderna marina militare.

## G
- Generale : Massimo rango militare degli eserciti moderni
- Green-water navy : flotta di navi militari idonee ad operare in acque costiere e litoranee composta principalmente da fregate e corvette. Da considerarsi potenzialmente meno efficace di una blue-water navy e più efficace di una brown-water navy
- Gendarmerie nationale, Groupe d'Intervention de la Gendarmerie Nationale : unità d'élite della gendarmeria francese
- Police nationale, Groupe d'Intervention de la Police Nationale : unità d'élite della polizia francese
- Gruppo Intervento Speciale, Gruppo Intervento Speciale : unità d'élite antiterrorismo dell'Arma dei Carabinieri

## H
- HALO, High Altitude Low Open : lancio di guerra da incursione usato dai corpi speciali per infiltrarsi in zone nemiche senza essere avvistati. Il salto è effettuato da circa 10.000 metri con bombola di ossigeno e tuta termica. L'apertura avviene a circa 1.000 metri (3.000 feet) di altezza dal suolo in modo da privilegiare la velocità a scapito della distanza percorribile in aria.
- HAHO, High Altitude High Open : lancio paracadutistico militare da incursione usato dai corpi speciali per infiltrarsi in zone nemiche senza essere avvistati. Il salto è effettuato da circa 8.000 metri con bombola di ossigeno e tuta termica. L'apertura avviene subito dopo il lancio e grazie all'utilizzo di particolari profili alari si coprono grandi distanze planando (nell'ordine dei 40 km). Dal lancio alla presa di terra può passare anche più del doppio previsto per un lancio ordinario e ancora di più di un lancio tipo HALO.
- HK, Heckler & Koch : azienda tedesca specializzata nella produzione di armi da fuoco fondata nel 1949 e ubicata presso Oberndorf am Neckar nel Baden-Württemberg.

## I
- IDF, Israel Defense Forces: vedi Tzva HaHagana LeYisra'el
- IFF, Identification friend or foe : sistema automatico elettronico di riconoscimento amico-nemico.
- IFV (Infantry Fighting Vehicle) : Veicolo da combattimento della fanteria, generalmente cingolato, simile all'APC dal quale si differenzia per l'armamento potenziato e l'utilizzo di cannoni e obici.

## J
- Judge Advocate General, Judge Advocate General's Corps: branca legale di tutte le forze armate degli Stati Uniti d'America
- JCS, Joint Chiefs of Staff : Comando congiunto (o interforze) delle forze armate statunitensi. A capo del JCS c'è il presidente del JCS considerato il più alto funzionario in uniforme del DoD
- Joint : indica un Reparto, un Ente militare o uno Stato Maggiore interforze (comune tra le forze armate).

## K
- AK-47 : vedi AK-47
- Katana : spada lunga a lama curva e a taglio singolo usata dai Samurai.

## L
- LCS, Littoral Combat Ship : Progetto di navi militari della US Navy per il combattimento nelle acque litoranee nemiche
- LCVP, Landing Craft, Vehicle, Personnel : costituivano la principale tipologia di imbarcazioni per lo sbarco di truppe e veicoli utilizzata, durante la seconda guerra mondiale, dalle forze alleate.
- LCT, Landing Craft Tank : erano imbarcazioni con le quali effettuare lo sbarco dei carri armati o di altri veicoli, durante gli assalti anfibi, direttamente sulle spiagge. La US Navy le utilizzò, con differenti designazioni, anche durante la guerra di Corea e del Vietnam
- LHA, Landing Helicopter Assault : sono delle unità d'assalto anfibio polivalenti dotate di ponte di volo continuo, a bordo delle quali possono operare aeromobili quali elicotteri e/o velivoli STOL/VTOL.
- LHD, Landing Helicopter Dock : sono delle unità d'assalto anfibio polivalenti dotate di grande bacino allagabile e ponte di volo continuo, a bordo delle quali possono operare aeromobili quali elicotteri e/o velivoli STOL/VTOL.
- LPD, Landing Platform Dock : unità da trasporto anfibio dotate di un bacino allagabile con il compito di sbarcare truppe di assalto anfibio in zone di guerra con il loro equipaggiamento bellico e logistico. Queste navi sono dotate di ponte di volo per l'appontaggio degli elicotteri o per il decollo di veicoli VTOL.
- LPH, Landing Platform Helicopter : erano navi da assalto anfibio elicotteristiche.
- LST, Landing Ship Tank, erano delle navi specializzate per le operazioni anfibie che potevano sbarcare discrete quantità di personale e materiali direttamente sulla spiaggia senza bisogno di particolari infrastrutture.
- Luftwaffe : aeronautica militare tedesca

## M
- Marescialli, Ruolo dei: ruolo apicale della categoria dei sottufficiali delle forze armate italiane.
- Marksman : figura di militare particolarmente addestrato al tiro di precisione con i normali fucili di precisione in dotazione alle forze regolari, o con limitati accorgimenti impiegato al seguito della squadra, caratteristiche che lo distinguono dallo sniper che generalmente utilizza armi particolarmente sofisticate ed opera in uno sniper team isolato.
- Carro armato : Main battle tank (carro armato), veicolo cingolato e corazzato utilizzato in guerra. Dotato di protezione balistica particolarmente resistenza è utilizzato in operazione in campo aperto, nonché come supporto alla fanteria. La sua arma principale di norma è un obice
- MCMV, Mine Counter Measure Vessel: nave militare che combina le capacità di cacciamine e dragamine
- Mina : Ordigno esplosivo
  - Mina terrestre : Ordigno esplosivo che viene posizionato sul terreno o sottoterra, e che esplode quando un veicolo o una persona vi passano sopra. Esistono due tipi principali di mina: anti-uomo e anticarro a seconda della pressione necessaria per attivare il congegno e della quantità di esplosivo utilizzato. Arma caratterizzata da un elevatissimo cost-effective
  - Mina navale : ordigno esplosivo contenuto in un involucro a tenuta stagna generalmente metallico, usato per creare sbarramenti alle navi nemiche, lungo le rotte commerciali, gli ingressi dei porti o in particolari zone di mare d'importanza strategica. Arma caratterizzata da un elevatissimo cost-effective
- Mitragliatrice leggera, arma automatica di squadra: Arma di squadra a ripetizione

- MOOTWs, Military Operations Other Than War : operazioni condotte da unità militari al di fuori di un conflitto armato

## N
- NATO, North Atlantic Treaty Organization  (per la Francia OTAN): Organizzazione internazionale a scopo difensivo istituita nel 1949 con il Patto Atlantico tra i dodici Paesi fondatori. Allo stato attuale i membri sono diventati ventotto, di cui ventuno membri anche dell'Unione europea
- Sottufficiale, Non-commissioned officer : Equivalente del Sottufficiale secondo la terminologia NATO
- Non-combatant evacuation operation, Non-combatant evacuation operation :Operazione di evacuazione della popolazione civile da un paese in situazioni di crisi interna con conseguente deterioramento delle condizioni di sicurezza.
- Nucleo operativo centrale di sicurezza, Nucleo operativo centrale di sicurezza : unità d'élite antiterrorismo della Polizia di Stato
- Northrop Grumman Corporation : società conglomerata (multinazionale) statunitense nel campo aerospaziale e della difesa, risultata dall'unione avvenuta nel 1994 fra Northrop e Grumman. Impegnata principalmente nella progettazione e fabbricazione di aerei militari è famosa per i caccia imbarcati F-14 Tomcat e il bombardiere strategico B-2 Spirit[3]

## O
- Oberst : equivalente, negli eserciti germanofoni, del colonnello
- Oberleutnant, negli eserciti germanofoni Tenente, come dice il nome superiore al Leutnant (sottotenente) e subordinato all'Hauptman (Capitano)
- Occupazione militare: in diritto internazionale si intende la presenza di forze armate straniere all'interno del territorio di uno Stato in una misura preponderante rispetto a quella delle forze armate dello Stato occupato.
- OKW, Oberkommando der Wehrmacht : era l'alto comando delle forze armate tedesche durante la Seconda guerra mondiale, cui almeno all'inizio erano subordinati l'OKH, l'OKL e l'OKM.
  - OKH, Oberkommando des Heeres : era l'Alto Comando dell'Esercito tedesco (Heer) dal 1936 al 1945
  - OKL, Oberkommando der Luftwaffe : era l'alto comando della Luftwaffe, durante la Seconda guerra mondiale.
  - OKM, Oberkommando der Marine : era l'alto comando della marina tedesca durante la Seconda guerra mondiale.
- OPFOR, opposing force : formazione militare incaricata di rappresentare il nemico nelle esercitazioni.

## P
- Polemologia : Studio scientifico della guerra in generale, delle sue forme, cause, effetti e funzioni in quanto fenomeno sociale.
- Poliorcetica: Studio dei metodi per assediare ed espugnare città e fortificazioni. È una branca dell'Arte Militare
- Poligono (militare) : 'area circoscritta sede di strutture idonee alla pratica del tiro a fuoco senza arrecare danno all'esterno.
- Polizia militare : (in sigla "PM" o "MP") Forza di polizia costituita come Corpo militare o Arma autonoma al servizio delle varie Forze Armate di una Nazione.  Talvolta definita Gendarmeria, soprattutto nelle Nazioni ov'è impiegata sia nell'applicazione delle leggi militari al personale militare, sia nell'applicazione delle leggi ordinarie alla popolazione civile, dove cioè è anche "Corpo di Polizia ad ordinamento militare", che differisce dalle polizie "civili" per lo status di militare del suo personale. Il ruolo di Polizia Militare talvolta è comune a varie Armi e Corpi armati dello Stato (in Italia ad esempio ai Carabinieri, alla GdF purché in ambito economico finanziario o in caso di mobilitazione, e al Corpo delle capitanerie di Porto/Guardia Costiera per quanto attiene sicurezza portuale e diritto della navigazione). In alcuni paesi ogni Forza Armata ha il suo Corpo o Ufficio di Polizia Militare. Talvolta il ruolo di Polizia Militare è assegnato pro tempore, a rotazione, ad appartenenti ad altre Armi e Specialità delle FF.AA. (in Italia, ad esempio, ai comandanti del servizio di Guardia ad installazioni militari e impianti civili con importanza strategica, ed in tal caso contempla anche l'incarico temporaneo di UPG)

## Q
- Sacrario Militare Italiano di El Alamein : Sacrario militare italiano eretto tra il 1954 e il 1958 sulla collina denominata quota 33[4] in ricordo del luogo in cui i soldati della Divisione paracadutisti Folgore furono onorevolmente sconfitti dal nemico anglo-americano durante la battaglia di El Alamein. Tale sacrario è stato edificato su progetto del tenente colonnello Paolo Caccia Dominioni di Sillavengo.

## R
- RAF, Royal Air Force : Aeronautica militare del Regno Unito
- RAN, Royal Australian Navy : Marina militare australiana
- RoE, Rules of Engagement : (regole di ingaggio) definiscono, nelle azioni militari e di polizia, quando, dove e come le forze in campo debbano essere utilizzate

## S
- SA vedi Sturmabteilungen
- SEAD : acronimo di Suppression of Enemy Air Defences, cioè soppressione delle difese aeree nemiche. Le missioni SEAD consistono in attacchi aerei allo scopo di eliminare le difese contraeree nemiche limitando i rischi per altri velivoli in azione in territorio nemico. Dato l'alto rischio di tale missione[5] le varie aeronautiche militari sono orientate ad affidare tale compito a UAV armati oppure veri e propri UCAV.
- Sergente : grado militare impiegato dalla maggioranza delle forze armate, forze di polizia e da altre organizzazioni in uniforme del mondo. Generalmente facente parte dei sottufficiali, nell'Esercito Italiano è subordinato al sergente maggiore ed equivalente al vicebrigadiere dell'Arma dei Carabinieri e della Guardia di Finanza e superiore al personale di Truppa
- Ruolo sergenti : Ruolo basilare della categoria dei sottufficiali delle forze armate italiane.
- Sottotenente  (abbr. S.Ten): Grado iniziale del Ruolo Ufficiali nell'Esercito, Carabinieri ed Aeronautica Italiani, subordinato al Tenente e superiore ai sottufficiali
- Stato Maggiore : Stato Maggiore, organo di vertice di una forza armata o corpo militarmente organizzato responsabile della pianificazione e della gestione amministrativa dello stesso. A capo dello Stato Maggiore è posto formalmente il Capo di Stato Maggiore ed effettivamente il Sottocapo di Stato Maggiore
- Stato Maggiore dell'Aeronautica Militare : Stato Maggiore dell'Aeronautica Militare.
- Stato Maggiore della Difesa : Stato Maggiore della Difesa, organo di vertice delle Forze armate italiane, funge da contraltare italiano al Comando del JCS americano.
- Sturmabteilungen: prima unità paramilitare del partito nazista tedesco, nate prevalentemente dagli "Alte kampfer" della Grande Guerra, in particolare dai Frei Korps. Note anche come Camicie Brune e Braune Kompanie
- Esercito Italiano : Stato Maggiore dell'Esercito Italiano.
- Marina Militare : Stato Maggiore della Marina Militare
- Tiratore scelto : tiratore scelto o cecchino addestrato ed equipaggiato per colpire con precisione bersagli molto distanti, fino nell'ordine delle decine di centinaia di metri. Si distingue dal Marksman per il suo impiego in Sniper team
- Sniper team : unità militare costituita ordinariamente da due soldati (generalmente entrambi cecchini o sniper), specializzata in operazioni di osservazione, ricognizione avanzata e cecchinaggio.
- Sommergibile : unità navale progettata per la navigazione in superficie che, all'occorrenza, può immergersi perdendo però manovrabilità e velocità. Generalmente strutturata con doppio scafo e propulsa da motori diesel-elettrici
- Sottomarino : mezzo navale progettato per operare solo in immersione e questa caratteristica lo distingue dal sommergibile di cui costituisce un'evoluzione. Un sottomarino può essere impiegato per scopi militari, scientifici e di soccorso, i diversi ambiti d'impiego ne determinano le caratteristiche.
- Schutzstaffeln, in sigla SS, (lett. Squadre di protezione): reparti paramilitari d'élite del partito nazista tedesco, nati come specialità delle SA e in seguito
- SS vedi Schutzstaffeln
- STOL, Short Take-Off and Landing: letteralmente decollo e atterraggio corto è la capacità di quegli aeromobili militari ad ala fissa che possono effettuare decolli e atterraggi corti.
- STOVL, Short Take Off and Vertical Landing: letteralmente decollo corto e atterraggio verticale è la capacità di alcuni aeromobili di decollare da piste molto corte e di atterrare verticalmente.
- Teste di cuoio, Special Weapons And Tactics: unità d'élite delle forze di polizia degli Stati Uniti

## T
- Testuggine romana : era una formazione di fanteria caratteristica dell'esercito romano.
- Trabucco (o Trabocco) : è una macchina d'assedio di grandissime dimensioni utilizzato nel periodo medievale negli assedi, funzionava sfruttando il principio della leva svantaggiosa.

## U
- UAV, Unmanned Aerial Vehicle : veicolo aereo senza pilota è utilizzato per attività di sorveglianza e di SEAD caratterizzato dalla assenza del pilota a bordo. Può volare in configurazione autonoma, cioè seguendo un volo predefinito, oppure essere pilotato da stazione remota da un operatore addestrato. Tali aeromobili possono essere ad ala fissa o ad ala rotante e le loro dimensioni variano da pochi centimetri anche ad alcune centinaia di metri.
- U-boot : termine tedesco per indicare unità navali sommergibili o sottomarine.
- UCAV, Unmanned Combat Air Vehicle : veicolo da combattimento aereo senza passeggeri umani, al contrario dell'UAV, tale velivolo è specificatamente progettato per missioni di combattimento.
- Ufficiale (forze armate) : figura della gerarchia militare sovraordinata a quelle dei sottufficiali e dei graduati, è contraddistinta dalla autorità necessaria per assumere ruoli di comando e di direzione di unità militari via via più grandi a seconda del grado rivestito.
- Ruolo Ufficiali : raggruppa tutti gli Ufficiali in servizio nelle forze armate italiane. Tale ruolo, detto anche Categoria A[6] si divide a sua volta in Generali, Ufficiali Superiori e Inferiori. Il Ruolo Ufficiali è composto inoltre, a seconda del tipo di reclutamento, dal Ruolo Normale, per gli ufficiali provenienti dalle Accademie militari e dal Ruolo Speciale, per gli ufficiali provenienti dal complemento o dal Ruolo Marescialli.
- USAF, United States Air Force: Aeronautica militare degli Stati Uniti
- US Army, United States Army: Esercito degli Stati Uniti
- United States Marine Corps, United States Marine Corps: Corpo di Fanteria di marina degli Stati Uniti
- United States Navy, United States Navy: Marina militare degli Stati Uniti

## V
- Veicolo trasporto truppe (Armoured Personnel Carrier) : veicolo trasporto truppe (da quattro a dieci uomini completamente equipaggiati), leggermente corazzato ed armato con mitragliatrice leggere. Prodotto sia in versione cingolata che ruotata (4x4, 6x6, 8x8).
- VFP1, Volontari in ferma prefissata di 1 anno nelle forze armate italiane.
- VFP4, Volontari in ferma prefissata di 4 anni nelle forze armate italiane.
- VSP, Volontari in servizio permanente : volontari in servizio permanente nelle forze armate italiane con profilo professionale
- V/STOL, Vertical/Short Take-Off and Landing : letteralmente decollo e atterraggio verticale o corto è la capacità di quegli aeroplani militari che possono effettuare decolli e atterraggi verticali o corti.
- VTOL: Vertical Take-Off and Landing : letteralmente decollo e atterraggio verticale è la capacità di quegli aeroplani militari ad ala fissa che possono atterrare e decollare verticalmente.
- VTT, vedi Veicolo Trasporto Truppe